# Le Chevalier double
Le Chevalier double est une nouvelle fantastique de Théophile Gautier publiée pour la première fois en juillet 1840 dans Le Musée des familles.

## Résumé
Le narrateur rapporte un phénomène étrange. Dans un château des pays nordiques, le comte Oluf a un double maléfique. L’histoire de ce double remonte au passé. La mère du héros, appelée Edwige, vivait dans un château ; un soir, un étranger demanda l’hospitalité pour échapper à une tempête, il fut reçu et y resta longtemps. L’étranger qui était bohémien et maître chanteur, avait un corbeau luisant qui battait la mesure sur l’épaule de son maître. Le bohémien séduisit par ses paroles sibyllines la jeune Edwige qui était mariée au comte Lodbrog. Ce dernier espérait avoir un garçon. Son vœu fut exaucé, le petit Oluf naquit. Tout blanc et tout vermeil, il a toutefois le regard noir de l'étranger : Oluf est né sous une étoile double, l’une verte comme l'espérance, et l’autre rouge comme l'enfer. L’enfant fut difficile de caractère, un jour bon comme un ange et un jour méchant comme un diable.
Quand il eut 20 ans, il se prépara pour voir la femme qu’il aimait. Il traversa la forêt sur son cheval Mopse, avec ses deux chiens géants Murg et Fenris. Brenda posa une seule condition pour accepter l’amour d’Oluf : ce dernier devait se défaire de son double funeste. En retournant la voir le lendemain, le héros croise son double sur une route étroite, le fait fuir à la fin d'un combat de titans et ramène sa fiancée chez lui. Donnant raison à la prédiction du vieux comte Lodbrog, l’étoile verte l’a emporté sur l’étoile rouge. Les yeux de jais d’Oluf prirent la couleur de l'azur, couleur de réconciliation céleste, au grand bonheur de Lodbrog souriant dans son tombeau.

## Personnages
- Oluf : personnage principal, il est né sous une étoile double, une étoile verte symbolisant l’espérance, et un rouge symbolisant l’enfer.
- Le maître chanteur : personnage mystérieux, c’est un Bohémien ayant demandé l’hospitalité au comte Lodbrog.
- Le comte Lodbrog : père d’Oluf et époux de la blonde Edwige, Oluf est un comte de Norvège.
- La blonde Edwige : mère d’Oluf et épouse du comte Lodbrog, elle est la cause de l’étoile double de son fils.
- Brenda : amoureuse d’Oluf, elle n'accepte Oluf qu'à la condition qu’il combatte son étoile rouge.
- Le Mire : un homme savant qui tire l'horoscope[Quoi ?].

## Éditions
- 1840 : Le Chevalier double : Le Musée des familles, volume 7 (1839-1840), juillet 1840, pp. 289-293, sous la rubrique "Contes étrangers"
- 1851 : Le Chevalier double, tome III de Partie carrée (éditeur Souverain)
- 1863 : Le Chevalier double, Romans et Contes (éditeur Charpentier)